# Arnebia pulchra
Arnebia pulchra là loài thực vật có hoa trong họ Mồ hôi. Loài này được (Willd. ex Roem. & Schult.) Edm. mô tả khoa học đầu tiên năm 1977.